# SMAP
Gli SMAP sono stati una boy band giapponese, formata dall'agenzia Johnny & Associates. Le lettere "SMAP" stanno per "Sports and Music Assemble People".
Sono la boy band giapponese di maggior successo commerciale della storia del Giappone.

## Storia
Il gruppo consisteva originariamente di sei membri: Masahiro Nakai, Takuya Kimura, Tsuyoshi Kusanagi, Gorō Inagaki, Shingo Katori e Katsuyuki Mori, quest'ultimo però ha lasciato il gruppo nel 1996 per tentare la carriera di pilota.
I sei componenti nel 1987 furono riuniti come ballerini di Hikaru Genji con il nome di "Skate Boys". Gli SMAP si formano ufficialmente nel 1988, benché il loro primo singolo è stato ufficialmente pubblicato nel 1991. In quell'anno partecipano come protagonisti del musical legato all'anime I cavalieri dello zodiaco, sponsorizzato dalla Bandai.
La popolarità arriva quando viene creato un programma televisivo appositamente per loro "I Love SMAP" (愛ラブSMAP?, ai rabu SMAP), a cui segue l'enorme successo del singolo "Kimi Iro Omoi", sigla dell'anime Akazukin Chacha e di "Egao no Genki" sigla di Un fiocco per sognare, un fiocco per cambiare, in cui, tra l'altro, i componenti del gruppo compaiono nei ruoli di se stessi in un episodio.
Nel 1996, gli SMAP conducono un'altra trasmissione televisiva SMAP×SMAP (anche chiamata SmaSma), a cui seguiranno altri programmi di ogni genere.
Nel corso della loro carriera hanno pubblicato numerosi cd, tre dei quali hanno venduto in Giappone oltre un milione di copie. Nei primi anni di carriera, le uscite discografiche degli SMAP erano di circa due album e quattro o cinque singoli all'anno. Recentemente, anche per via degli impegni da solisti dei singoli membri, il ritmo è relativamente calato, pur continuando a pubblicare almeno un nuovo album ogni anno.
Infatti i membri degli SMAP, oltre a intraprendere carriere da solisti, parallele a quelle del gruppo, hanno spesso impegni come conduttori di programmi o attori di fiction giapponesi.
Il 13 agosto 2016, tramite un annuncio ufficiale della Johnny & Associates, gli SMAP hanno annunciato il loro scioglimento, diventato effettivo il 1 gennaio 2017.

## Membri
- Masahiro Nakai (中居 正広?, Nakai Masahiro,  nato il 18 agosto 1972 a Fujisawa, Giappone)
- Takuya Kimura (木村 拓哉?, Kimura Takuya, soprannominato Kimutaku; nato il 13 novembre 1972 a Tokyo, Giappone)
- Tsuyoshi Kusanagi (草彅剛?, Kusanagi Tsuyoshi,  nato il 9 luglio 1974 a Seiyo, Giappone)
- Gorō Inagaki (稲垣 吾郎?, Inagaki Gorō,  nato l'8 dicembre 1974 a Tokyo, Giappone)
- Shingo Katori (香取 慎吾?, Katori Shingo,  nato il 31 gennaio 1977 a Yokohama, Giappone)

### Ex-membri
- Katsuyuki Mori (森 且行?, Mori Katsuyuki)

## Discografia
Album studio
- 1992: SMAP 001
- 1992: SMAP 002
- 1993: SMAP 003
- 1993: SMAP 004
- 1994: SMAP 005
- 1994: SMAP 006: Sexy Six
- 1995: SMAP 007: Gold Singer
- 1996: SMAP 008: Tacomax
- 1996: SMAP 009
- 1997: SMAP 011: Su
- 1998: SMAP 012: Viva Amigos!
- 1999: Birdman SMAP 013
- 2000: S-map SMAP 014
- 2002: SMAP 015/Drink! Smap!
- 2003: SMAP 016/MIJ
- 2005: Sample Bang!
- 2006: Pop Up! SMAP
- 2008: Super Modern Artistic Performance
- 2010: We are SMAP!
- 2012: GIFT of SMAP
- 2014: Mr.S

Raccolte
- 1995: Cool
- 1997: WOOL
- 2001: Smap Vest
- 2001: pamS
- 2011: SMAP AID

Remix
- 1995: Boo

EP
- 1998: La Festa